# Serapistempel (Ostia)

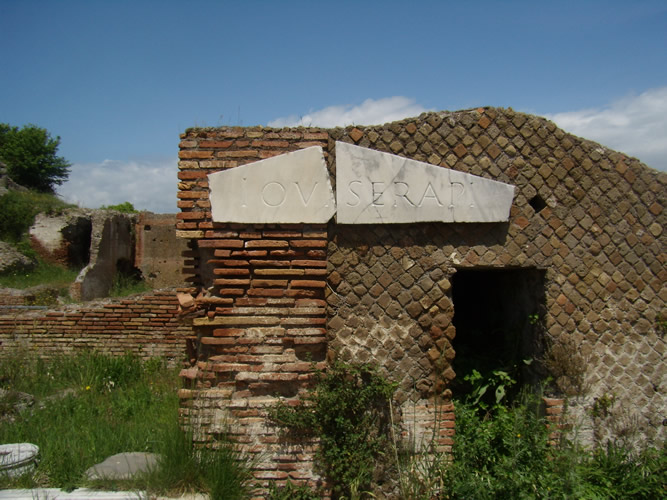
Fassadeninschrift des Serapistempels

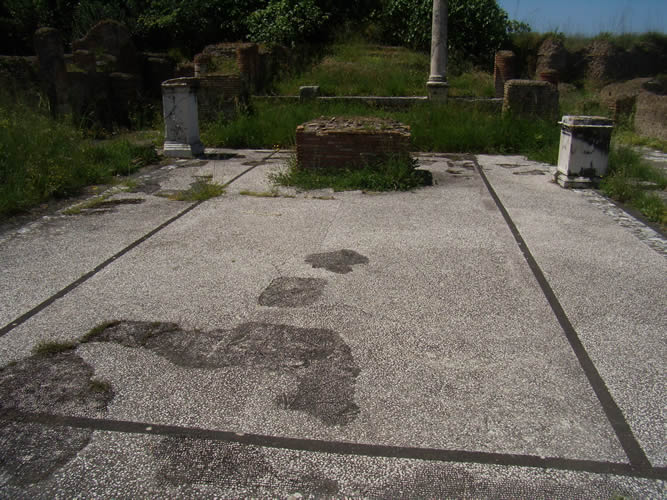
Der Serapistempel in Ostia

In der antiken Stadt Ostia befinden sich die Reste eines Serapistempels (Serapeum), eines Tempels (III,XVII,4) des ägyptischen Gottes Serapis. Der Bau wurde zwischen 123 und 126 n. Chr. errichtet und wird wahrscheinlich auch in den Fasti Ostienses, dem offiziellen Kalender der Stadt, genannt. Demnach wurde der Tempel am 24. Januar 127 eingeweiht. Der 24. Januar ist der Geburtstag von Kaiser Hadrian. Der Stifter war ein gewisser Caltilius P… (Rest des Namens nicht erhalten).
Die Fassade des Tempels schmückte einst eine Inschrift auf Marmor: Iovi Serapi („[geweiht] dem Jupiter Serapis“). Die Inschrift fand sich im Fußboden verbaut. Hinter dem Eingang befindet sich auf der rechten Seite ein Wasserbecken. Es folgt ein Hof, der mit einem einfachen schwarz-weißen Mosaik ausgelegt ist. Hier finden sich teilweise Szenen von Nillandschaften und ein Altar sowie verschiedene Weihesteine mit Inschriften. Der eigentliche Tempel steht auf einem Podium und hatte an der Front zwei Säulen.
Der Tempel war ursprünglich durch Durchgänge mit den beiden Nachbarhäusern (Caseggiato di Bacco e Arianna) verbunden. 